# Ácido 4-metoxibenzenossulfônico
Ácido 4-metoxibenzenossulfônico é o composto orgânico de fórmula C7H8O4S. É classificado com o número CAS 5857-42-1.
É um dos três isômeros ácido metoxibenzenossulfônico.